# Grotte di Ajanta
Le grotte di Ajanta del Maharashtra, India, sono monumenti scavati nella roccia databili al II secolo a.C. che contengono dipinti e sculture considerati pietre angolari dell'arte religiosa buddista e dell'arte pittorica monumentale. Le grotte si trovano subito fuori dal villaggio di Ajinṭhā nel distretto di Aurangabad (Maharashtra). Dal 1983 le grotte di Ajanta sono un patrimonio dell'umanità dell'UNESCO.
Secondo il National Geographic "la fede è il motivo per cui per secoli quasi tutti i templi buddisti, compresi quelli di Ajanta, vennero costruiti sotto il comando ed il patrocinio dei re Hindu".

## Descrizione

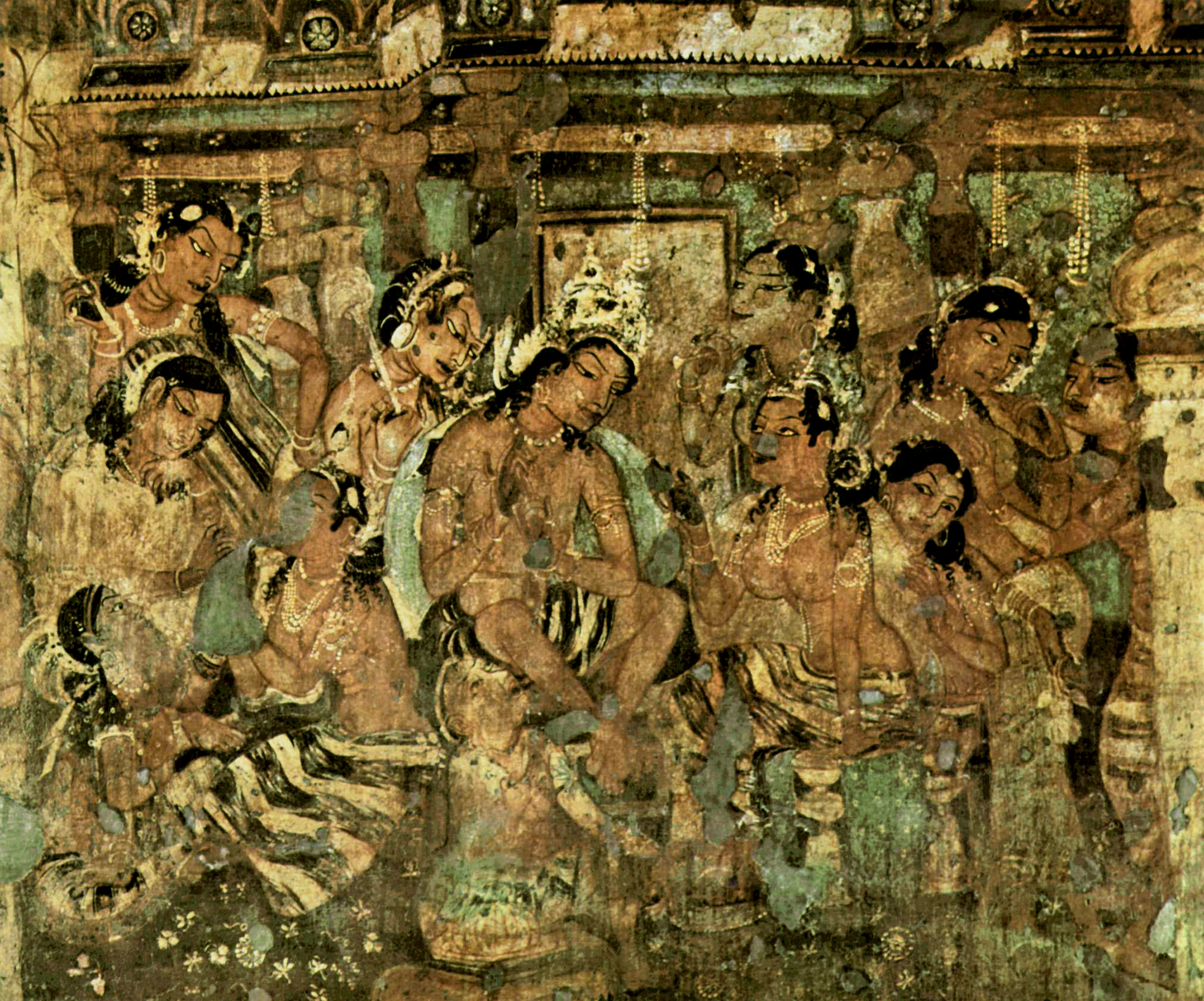
Storie di Jātaka nelle grotte di Ajanta

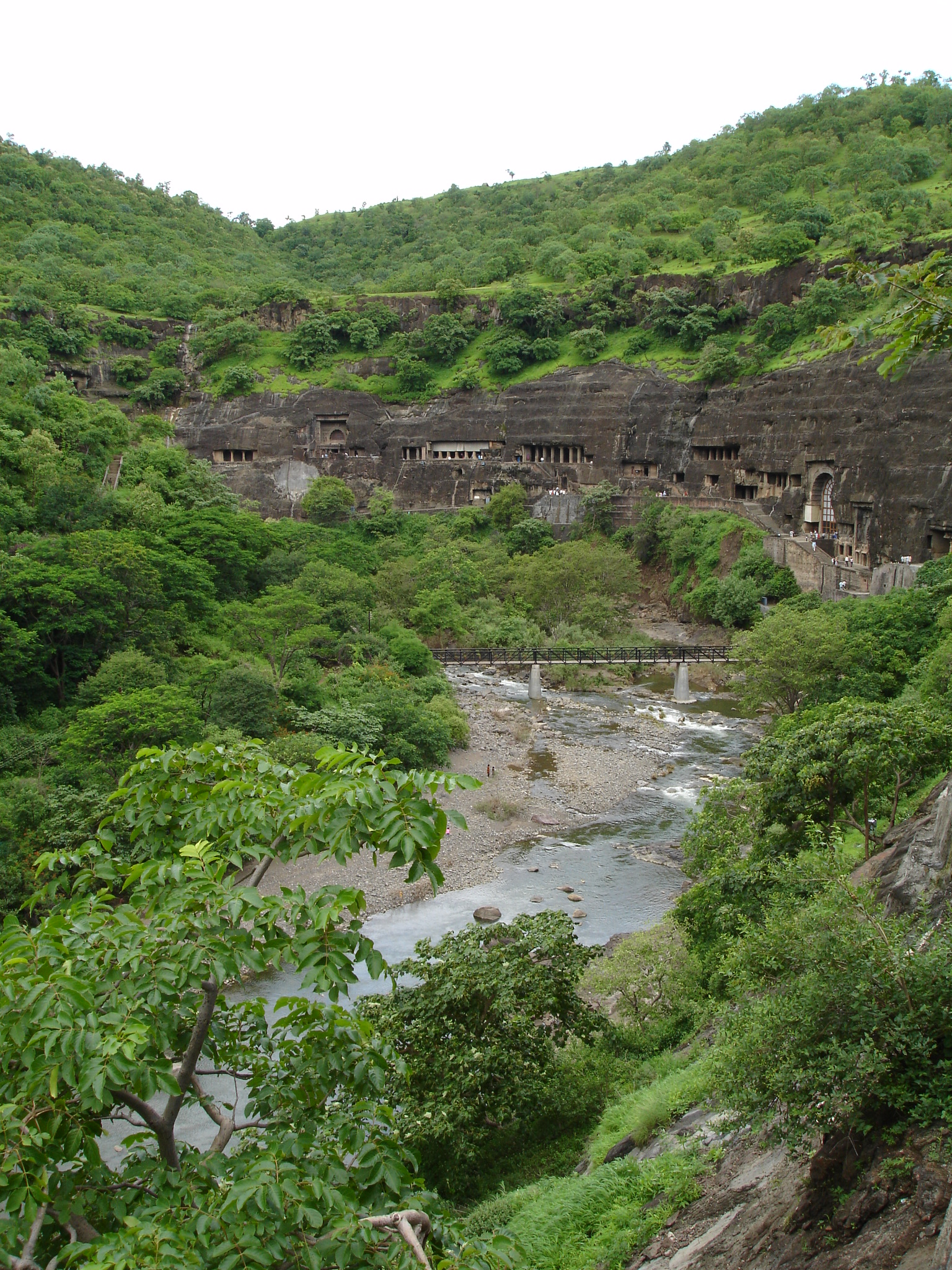
Visuale dalla biglietteria

Le grotte si trovano in una scarpata a forma di zoccolo di cavallo, coperta da alberi e cespugli a circa 3,5 km dal villaggio di Ajanta. Si trova nel distretto di Aurangābād nello Stato di Maharashtra (106 chilometri dalla città di Aurangabad). Le città più vicine sono Jalgaon (60 km) e Bhusawal (70 km). In fondo alla scarpata scorre il Waghur, un ruscello di montagna. Ci sono 29 grotte (numerate in maniera ufficiale dall'Archaeological Survey of India), scavate sul versante meridionale del burrone. Sono scavate ad un'altezza variabile tra i 12 ed i 33 metri rispetto al fiume.
Il complesso monastico di Ajanta è composto da molti vihara (appartamenti monastici) e chaitya (stupa) scavati in due fasi. La prima fase viene chiamata Hīnayāna (riferendosi al Buddismo Hinayana, dove il Buddha veniva pregato). Ad Ajanta le grotte 9, 10, 12, 13 e 15A (quest'ultima scoperta nel 1956 e non ancora ufficialmente numerata) vennero scavate durante questa fase. Gli scavi hanno venerato il Buddha sotto forma di stupa, o collinette.
La seconda fase degli scavi iniziò dopo una pausa di tre secoli. Questa fase viene solitamente chiamata, erroneamente, Mahayana (riferito alla scuola buddista meno severa che incoraggia le rappresentazioni del Buddha attraverso dipinti e sculture). Alcuni preferiscono chiamare questa fase Vakataka, dal nome della dinastia regnante in quel periodo. La datazione di questa seconda fase è abbastanza controversa, ed è tuttora oggetto di discussione tra gli studiosi. Negli ultimi anni sembra essersi formato consenso sul V secolo. Secondo Walter M. Spink, uno dei maggiori studiosi di questa zona, gli scavi della fase Mahayana sarebbero stati fatti tra il 462 ed il 480 d.C. Le grotte create nella fase Mahayana sono quelle numerate come 1, 2, 3, 4, 5, 6, 7, 8, 11, 14, 15, 16, 17, 18, 19, 20, 21, 22, 23, 24, 25, 26, 27, 28 e 29. La 8 è stata ritenuta per molto tempo una grotta Hinayāna, ma recentemente è stata dimostrata la sua appartenenza alla Mahayana.
Esistono due chaitya-grihas risalenti alla fase Hinayana, le grotte 9 e 10. Le 12, 13 e 15A sono vihāras. Ci sono tre chaitya-grihas delle fasi Vakataka o Mahayana; 19, 26 e 29. L'ultima cava venne abbandonata poco dopo l'inizio della sua creazione. Il resto delle grotte sono viharas: 1-3, 5-8, 11, 14-18, 20-25 e 27-28.
Le viharas sono di diversa dimensione, fino ai 17 metri. Di solito sono di forma quadrata. Il loro stile è molto vario, alcune con semplici facciate, altre ornate; alcune mostrano una veranda. La sala è un elemento solitamente in stile viharas. Durante la fase i primi viharas non avrebbero dovuto contenere un reliquiario, visto che erano semplici camere residenziali. In seguito i reliquiari vennero introdotti con muri neri, che poi divennero una consuetudine. Nei reliquiari si trovava l'oggetto del culto, che spesso era l'immagine del Buddha spesso seduto nel dharmachakrapravartana mudra (il gesto di insegnare). Nelle grotte più recenti si trovano reliquiari sussidiari aggiunti sulle mura laterali, in veranda o sulla facciata. Le facciate di molti vihāras sono decorate con sculture, mentre muri e soffitti sono dipinti.
Le modifiche introdotte nel buddismo durante il I secolo a.C. permisero la rappresentazione del Buddha, rendendo le sue icone un popolare oggetto di culto e favorendo l'arrivo del Mahāyāna.
In passato gli studiosi dividevano le grotte in tre gruppi, ma questo metodo è ora in disuso dopo le ultime scoperte. Secondo questa tecnica di datazione il più antico gruppo di grotte risalirebbe dal II secolo a.C. al III secolo d.C., il secondo gruppo avrebbe raggiunto il VI secolo, ed il terzo il VII secolo.
L'espressione Templi delle Grotte usata dagli anglo-indiani per identificare i viharas senza reliquiari è impreciso. Ajanta era un tipo di college monastico. Xuánzàng ci dice che Dinnaga, famoso filosofo buddhista e autore di rinomati libri sulla logica, visse qui. All'inizio i vihāras avrebbero dovuto fornire un tetto a centinaia di maestri e discepoli. È un puro caso che nessuna delle grotte della fase Vakataka sia stata completata. Il motivo è che la dinastia regnante dei Vakataka perse il potere lasciando il proprio dominio in crisi, il che obbligò ad interrompere tutte le attività in corso ad Ajanta durante l'ultimo anno. Questa idea espressa all'inizio da Walter M. Spink sta guadagnando consensi in base alle ultime prove recuperate.
Molti dei soggetti sono stati identificati dall'Ajantologista tedesco Dieter Schlingloff.

## Grotta uno

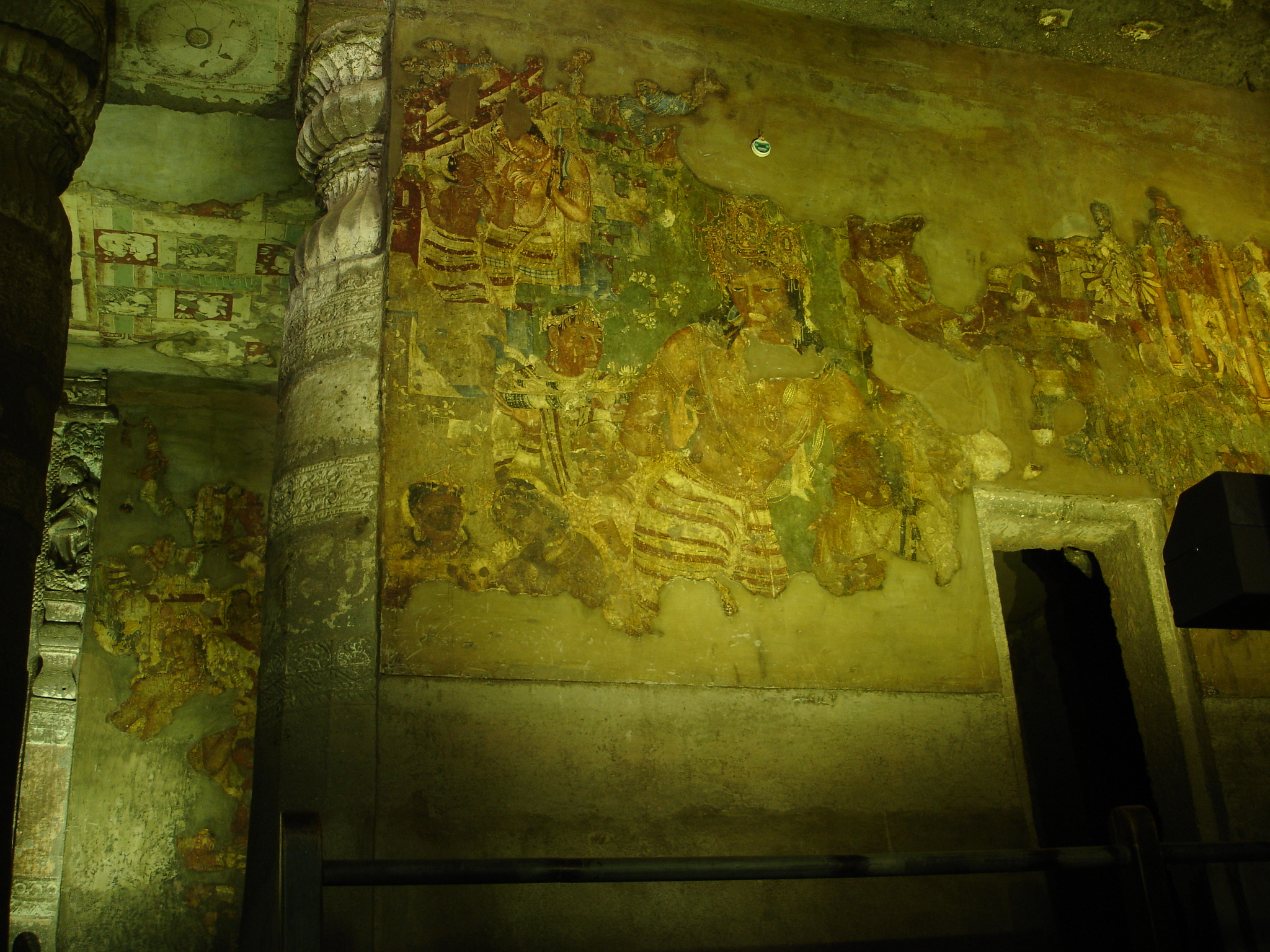
Dipinti della grotta No. 1

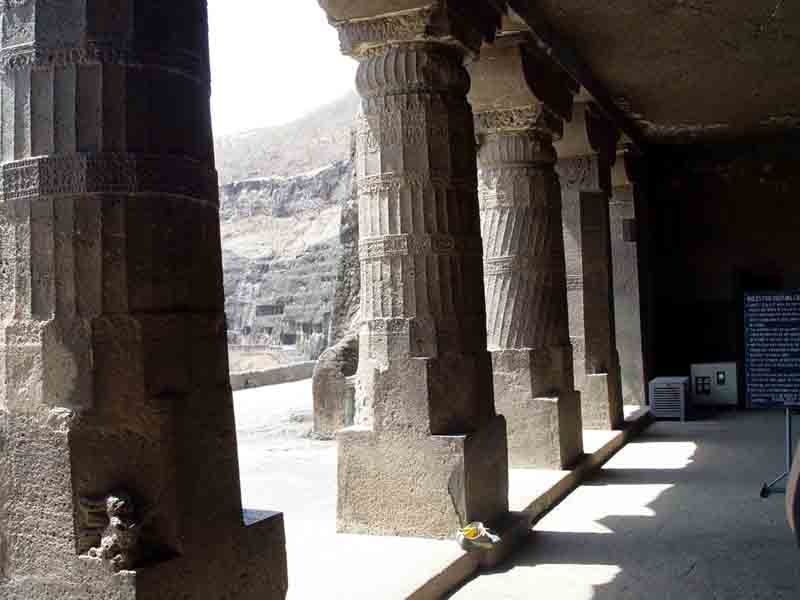
Grotta 1

È la prima che si incontra, ed il suo nome non ha relazioni con la cronistoria del luogo. È la più orientale della scarpata. Secondo Spink è una delle più recenti e venne quasi completata durante la fase Vākāţaka. Nonostante non esistano prove epigrafiche è stato supposto che il re Vākāţaka Harisena possa essere stato il suo costruttore. Un motivo per questa ipotesi è che Harisena non era inizialmente coinvolto nella costruzione di Ajanta, ma il parco si è notevolmente sviluppato sotto il suo regno, ed i laici buddisti sarebbero stati conquistati nel vedere un re Hindu che partecipa alla costruzione. Inoltre molti dei dipinti sono regali.
Questa grotta ha una delle migliori sculture sulla sua facciata, con figure in rilievo. Le immagini mostrano scene della vita del Buddha oltre ad altri motivi. Un portico a due pilastri, visibile nelle foto del XIX secolo, è ormai scomparso. La grotta dispone di un cortile con celle fronteggiate da vestiboli su ogni lato. Hanno alti piedistalli. È anche presente una veranda con celle alle estremità. L'assenza di vestiboli a queste estremità suggerisce che la sua costruzione non risalga al tardo periodo, quando i vestiboli erano la norma. Buona parte della veranda era coperta da murales, di cui restano ancora dei frammenti. Vi sono tre porte, una centrale e due laterali. Due finestre quadrate aperte tra le porte per illuminare l'interno.
Ogni muro interno misura circa 13 metri in lunghezza e 7 in altezza. Dodici pilastri formano un colonnato quadrato che sostiene il soffitto, creando navate spaziose lungo le mura. 
There is a shrine carved on the rear wall to house an impressive seated image of the Buddha, his hands being in the dharmachakrapravartana mudrā. There are four cells on each of the left, rear, and the right walls. The walls are covered with paintings in a fair state of preservation. The scenes depicted are mostly didactic, devotional, and ornamental. The themes are from the Jātaka stories (the stories of the Buddha's former existences as Bodhisattva), the life of the Gautam Buddha, and those of his veneration.

## Grotta due

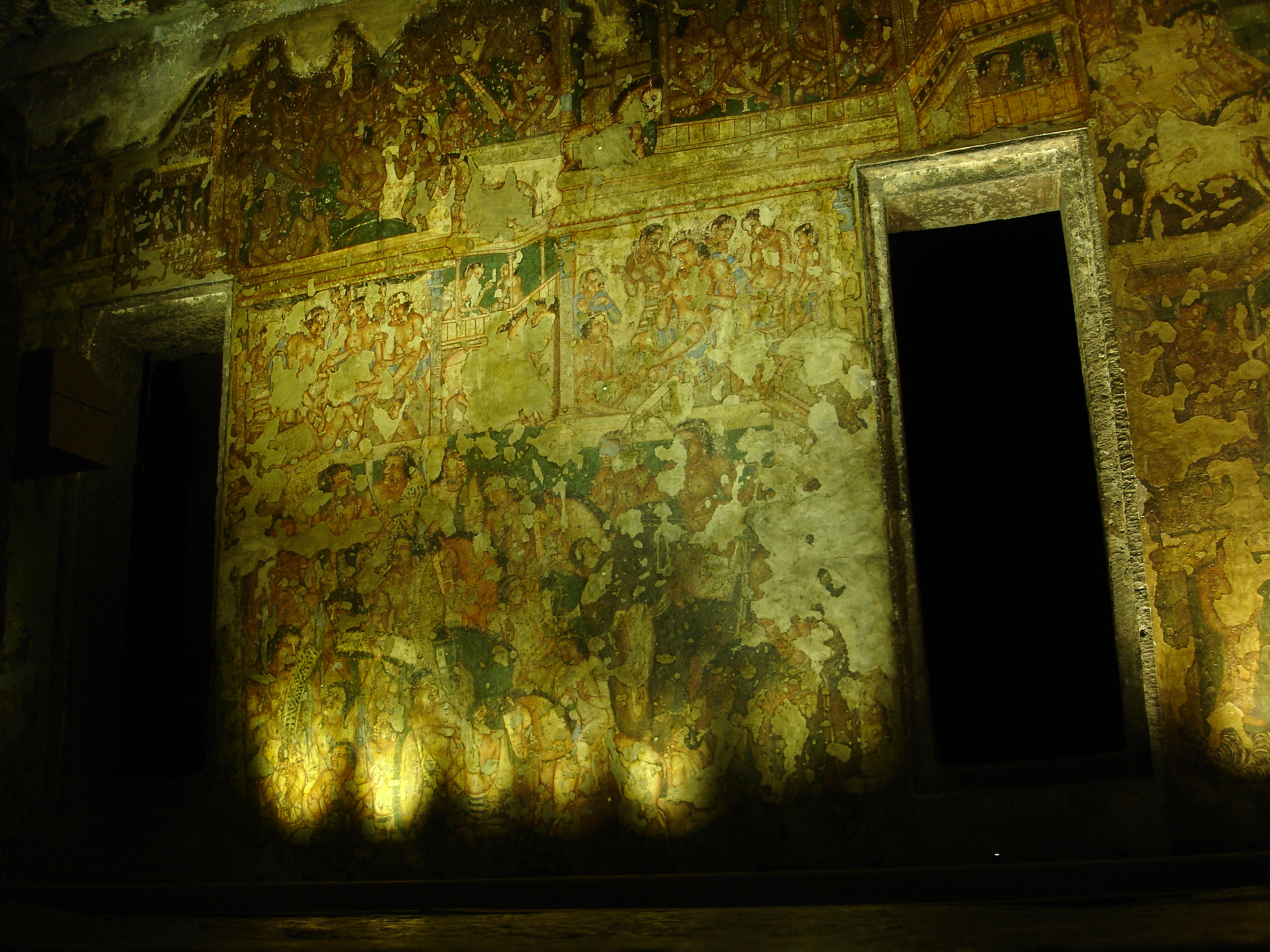
Dipinti nella grotta No. 2

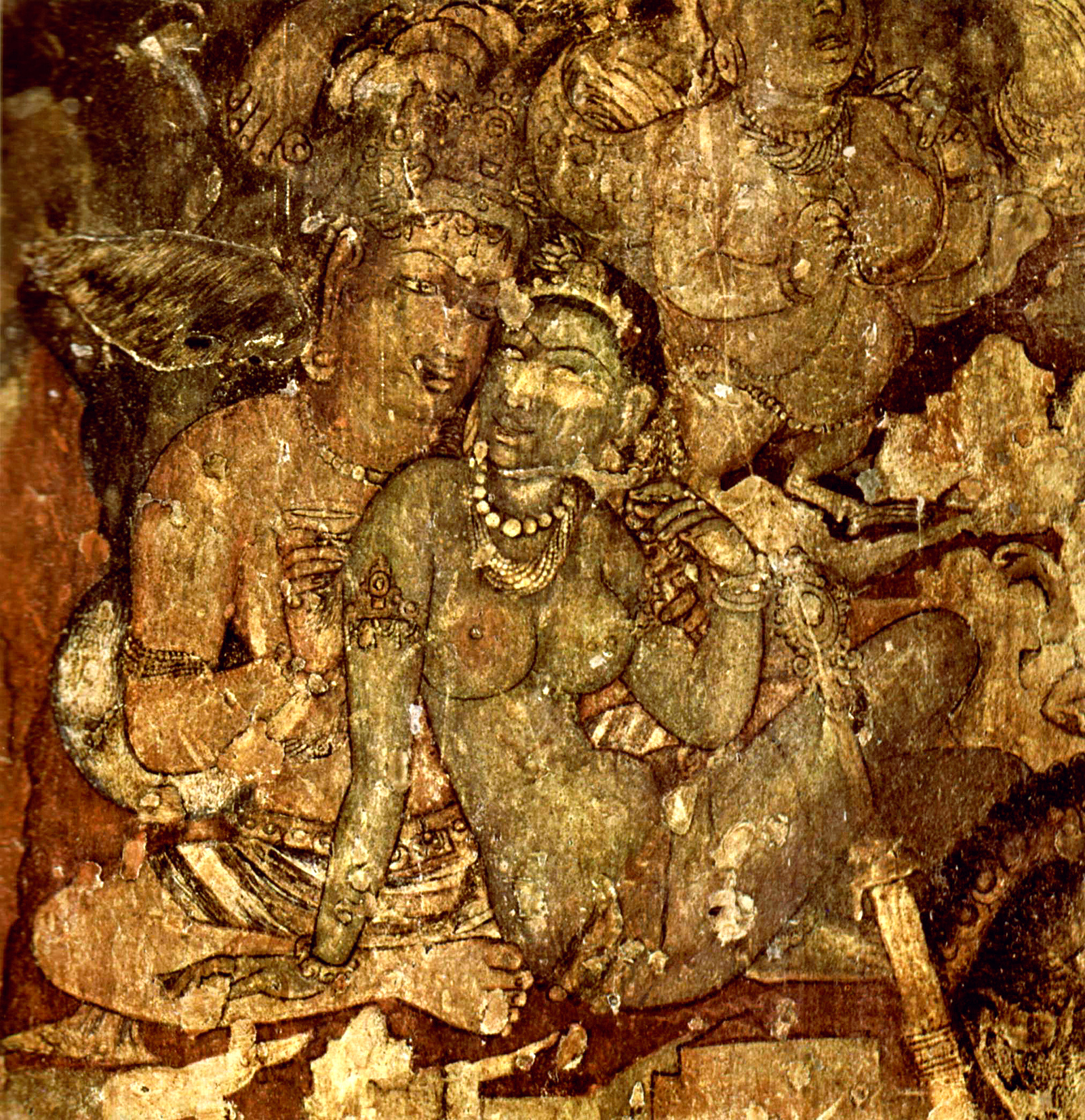
Dipinti nelle grotte di Ajanta

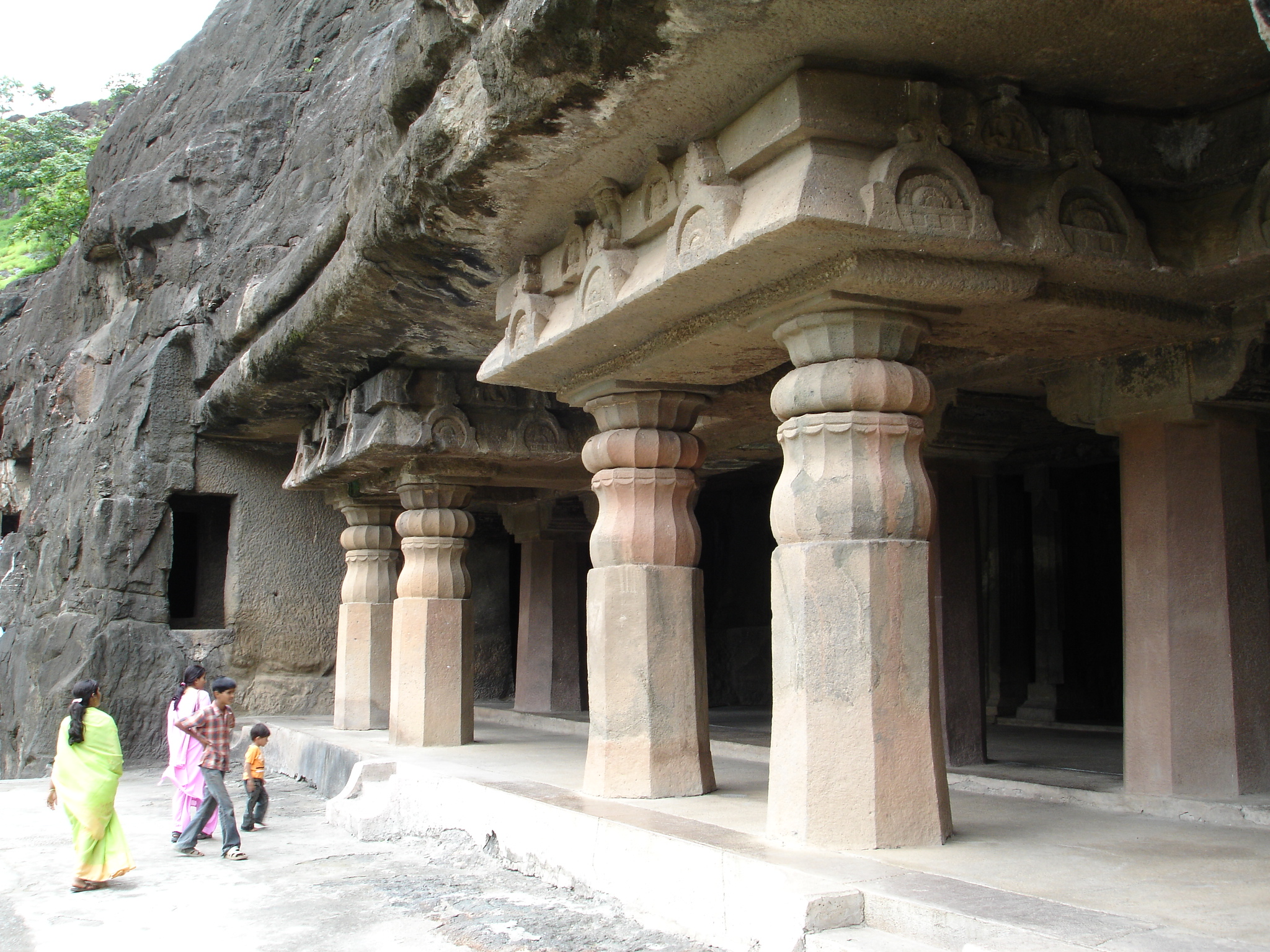
Grotte di Ajanta

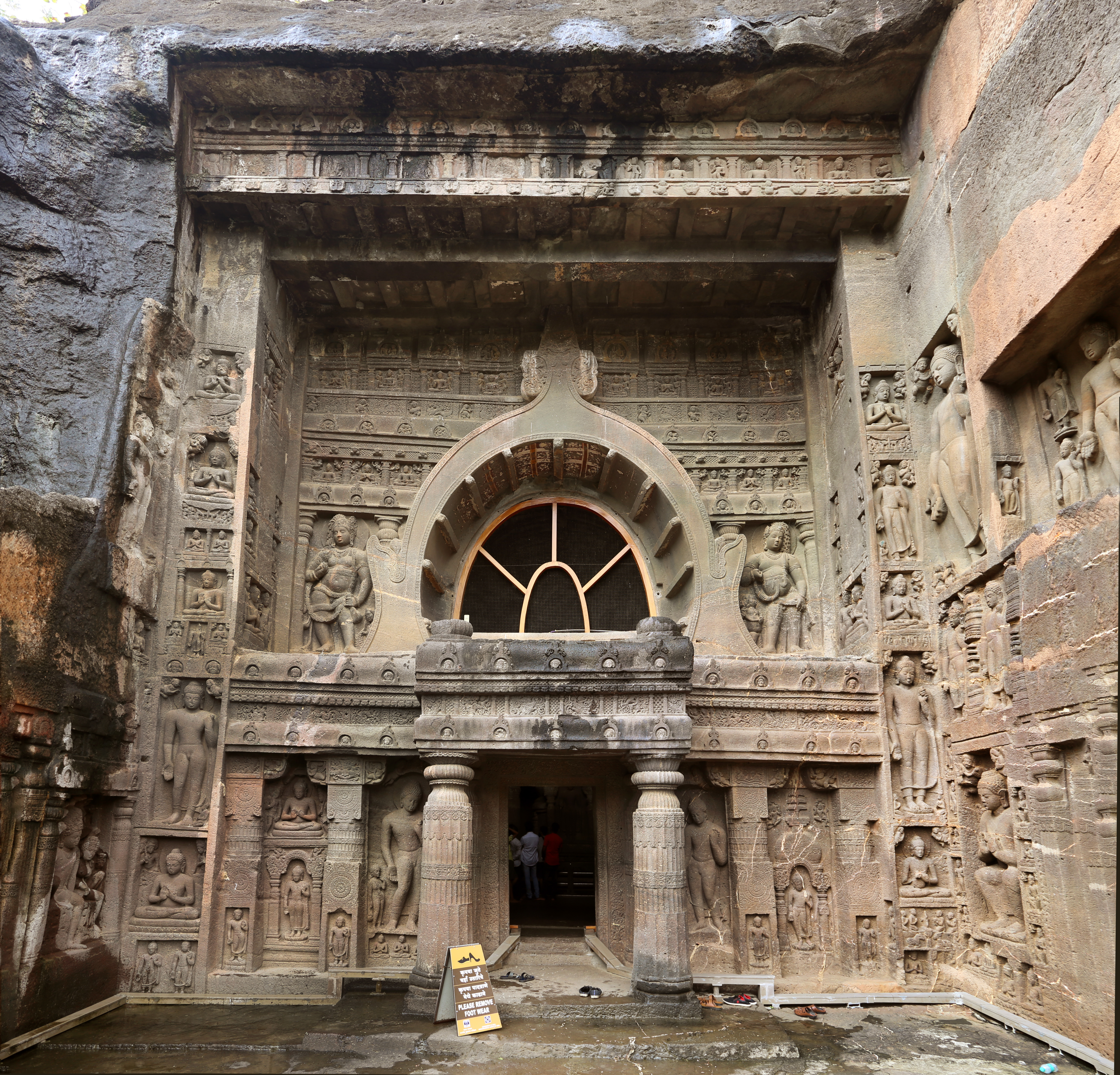
La grotta 19

La grotta numero 2, adiacente alla prima, è nota per i dipinti ben conservati sulle sue mura, il soffitto e le colonne. Somiglia molto alla prima grotta ma è in un migliore stato di conservazione.

### La facciata
La seconda grotta ha una veranda leggermente differente dalla prima. Anche le sculture sulla facciata sembrano diverse. La grotta è sorretta da robusti pilastri ornati con disegni. Dimensione e pianta sono molto simili a quelli della prima grotta.

### La veranda
La veranda è composta da celle sorrette da vestiboli colonnati ad entrambe le estremità. Le celle erano necessarie per sopperire alla grande richiesta di abitazioni degli anni seguenti. Le celle divennero uno standard del tardo periodo Vakataka. Quelle singole alle estremità vennero convertite in stanze.
I dipinti sui muri e sui soffitti sono stati spesso fotografati. Mostrano le storie di Jātaka, ovvero racconti della vita del Buddha in precedenti vite, come Bodhisattva. Il muro di fondo della veranda contiene al centro una porta, che permette di accedere alla sala. Su entrambi i lati della porta si trovano finestre quadrate.

### La sala
La sala ha quattro colonnati che sorreggono il soffitto e che circondano un quadrato al centro della sala. Ogni ala o colonnato del quadrato è parallelo al rispettivo muro, il che forma dei corridoi esterni. I colonnati hanno delle travi in pietra nella parte superiore. I capitelli sono scolpiti e dipinti con motivi umani, animali, vegetali e con scene semi-divine.

### I dipinti
Si trovano dipinti in tutta la grotta, eccetto sul pavimento. In molti posti le opere sono state erose dal tempo o dall'intervento umano. Molti dipinti sono ormai frammentati. Le storie di Jātaka si trovano solo sulle mura. Sono di natura didattica, nel tentativo di informare la comunità degli insegnamenti del Buddha e delle sue vite attraverso le varie reincarnazioni. Il fatto che si trovino solo sulle mura obbliga i fedeli a camminare nei corridoi esterni leggendo le storie. Per evitare vandalismi l'ingresso nella grotta è limitato dalle autorità. Gli episodi raccontati sono raffigurati in un ordine non lineare. La loro identificazione è stata un punto chiave delle ricerche fin dalla riscoperta avvenuta nel 1819, e quest'opera è portata avanti soprattutto da Deiter Schlingloff.
Per qualche tempo i dipinti sono stati definiti erroneamente affreschi. Ora sappiamo che il termine esatto per questo genere di opere è murales. Ad Ajanta la tecnica usata per la pittura è diversa da qualsiasi altra trovata in altre civiltà. Questi murales sono unici anche all'interno dell'arte del Sud-est asiatico.
I processi di pittura richiedono varie fasi. Il primo passo consisteva nel cesellare la superficie rocciosa, al fine di renderla abbastanza ruvida da sostenere l'intonaco. L'intonaco era composto da argilla, fieno, escrementi e calce. Qualità e proporzioni dei componenti varia da grotta a grotta. Mentre l'intonaco era ancora umido venivano fatti i disegni ed applicato il colore. L'intonaco umido ha la caratteristica di inzupparsi di colore rendendolo parte della superficie, e rallentando il processo di decadimento. I colori venivano definiti "colori della terra" o "colori vegetali". I vari pigmenti venivano creati con diverse pietre, minerali e piante. Le sculture erano spesso coperte con stucco per renderle brillanti. Lo stucco era formato da calce e sabbia. Infine venivano levigati per renderli brillanti e lisci. Alla fine sono talmente lisci da somigliare a vetro. I pennelli usati erano fatti di crini di animali e ramoscelli.